# Томан, Бруно Арведович
Бру́но А́рведович Томан (24 июня 1933, Звенигород, Московская область — 31 июля 2001, Москва) — советский и российский историк, доктор исторических наук (1982), профессор.

## Биография
Бруно Томан родился 24 июня 1933 года в городе Звенигород Московской области. Отец — Арвед Янович Томан, уроженец Латвии, боец Красной армии, участник Гражданской войны, в мирное время работал заведующим детским домом в селе Кораллово. Мать — Софья Войцеховна Вось, воспитательница детского дома. В семье также была старшая сестра Ирма (род. 1927). В 1938 году семья поселилась в деревне Козино.
Бруно окончил семилетнюю школу, затем ещё три года обучался в школе в Звенигороде. Получив десятилетнее школьное образование, в 1950 году поступил в Московский государственный историко-архивный институт. Большую роль в научном становлении Б. А. Томана сыграли профессора МГИАИ С. О. Шмидт и Е. А. Луцкий. Помимо лекций и семинарских занятий, эти преподаватели руководили научными студенческими кружками. Б. А. Томан постоянно посещал их заседания, где царил дух свободной научной дискуссии. Уже на первом курсе Б. А. Томан выбрал специализацию по истории латышских стрелков и начал изучать латышский язык. На втором курсе Томан допустил «крамольное», с точки зрения господствовавшей в те годы идеологии, высказывание, вследствие чего его обвинили в поддержке взглядов М. Н. Покровского и дали не совсем положительную характеристику на третьем курсе. В 1955 году он защитил дипломную работу на тему «Борьба латышских стрелков за установление и упрочение советской власти в 1918 году». Эта работа (213 стр.) была основана на неопубликованных документах Центрального государственного архива Советской Армии и на сообщениях латышских газет, впервые введенных в научный оборот. Работа была не только оценена на «отлично», но и рекомендована к печати.
В 1957 году, отслужив в армии, Б. А. Томан был принят на работу в только что созданный в Институте марксизма-ленинизма при ЦК КПСС Отдел истории Великой Отечественной войны. В 1966 году Томан защитил кандидатскую диссертацию на тему «Борьба латышских стрелков за Советскую власть в 1918 году». На её основе была написана книга «За свободную Россию, за свободную Латвию» (М., 1975), изданная, однако, в существенно сокращенном виде.. В ней широко использованы документы рижских и московских архивов, периодическая печать периода Гражданской войны и воспоминания участников событий, с которыми Б. А. Томан был знаком лично. С конца 1960-х перешёл на работу в Отдел филиалов и координации ИМЛ при ЦК КПСС. В 1982 году Б. А. Томан защитил докторскую по теме «Историография истории Коммунистической партии Латвии. Конец XIX в. — начало 60-x гг. XX в.».
В 1992 году Б. А. Томан перешёл на работу во Всероссийский научно-исследовательский институт документоведения и архивного дела, предложив проект «Государство и общество в годы Великой Отечественной войны (по материалам высших органов власти СССР)».В результате были созданы базы данных по постановлениям Государственного комитета обороны, Политбюро, Оргбюро и Секретариата ЦК ВКП(б).
В 1990-е годы Б. А. Томан вел активную научную и преподавательскую работу. В составе авторских коллективов он участвовал в написании коллективных монографий, посвященных проблемам российской истории XX века. Наряду с этим — выступления в печати, на радио, по телевидению.

## Научная деятельность
Занимаясь историей Второй мировой войны, он по первоисточникам изучал идеологию и политические планы национал-социалистов и в своих работах о Второй мировой войне, особенно статьях и выступлениях, рассчитанных на массового читателя, доказывал, что германский фашизм вел борьбу отнюдь не только с большевизмом; главная цель национал-социалистов состояла в уничтожении или порабощении всего ненемецкого населения.
Нежелание видеть истинное лицо фашизма и равнодушие к урокам прошлого может, по мнению Б. А. Томана, привести мир к новой катастрофе. В 1999 году в выступлении на телеканале «Культура», комментируя документальный фильм о фашизме, он сказал: «Не только призраки прошлого оживают перед нами, когда мы слышим слова нацистских пропагандистов о геополитических интересах, о национальном и расовом единстве народа вне государственных рамок, о мнимом заговоре всего мира против одной нации. Молодежи прививается представление о насилии как норме поведения, представление о войнах как естественном состоянии человечества».
В своих работах по проблемам предвоенной внешней политики СССР Б. А. Томан подчеркивал, что в начале Второй мировой войны СССР выступал как союзник Германии и проводил агрессивную внешнюю политику. По его мнению, преступного пакта с Германией можно было избежать и доказывал, что это соглашение принесло больше пользы Германии, чем Советскому Союзу.
Говоря о последствиях Второй мировой войны, Б. А. Томан обращал внимание не только на неисчислимые человеческие жертвы и истощение материальных ресурсов. Любая война, по его мнению, расшатывает морально-этические устои, пробуждает вседозволенность и жестокость.
Б. А. Томан считал, что ситуация, сложившаяся в освещении истории Великой Отечественной войны, когда вместо научного переосмысления событий делаются попытки лишь заменить одни мифы другими, отражает общее положение в исторической науке. Этой проблеме посвящена его статья «Какое прошлое будет у нас завтра?» (Независимая газета, 19.10.1991). В ней он отмечает, что несмотря на снятие запретов с закрытых прежде тем и рассекречивание многих архивных документов, подлинной гласности в исторической науке ещё нет в силу привычки к одностороннему восприятию и освещению событий прошлого.

### Основные работы
На русском языке:
- Страницы из истории латышских стрелков. Ликвидация мятежа левых эсеров в Москве 6-7 июля 1918 года // Труды Моск. гос. ист.-архив. ин-та истории СССР, спец. ист. дисциплины. Труды НСО. — М. — 1961;
- В июльские дни восемнадцатого года // Коммунист советской Латвии. — 1968. — № 6;
- Борьба за советскую власть в Прибалтике. М.,1967 (в соавт.);
- История латышских стрелков. Рига, 1972 (в соавт.);
- За свободную Россию, за свободную Латвию, Латышские стрелки и красногвардейцы в первый год советской власти. М.,1975;
- Историография истории Коммунистической партии Латвии. Конец XIX в. — нач. 60-х гг. XX в. Рига, 1983;
- Какое прошлое будет у нас завтра? // Независимая газета, 19.10.1991;
- Истоки сталинизма в историографии Великой Отечественной войны // Россия в XX веке: Историки мира спорят. М.,1994;
- Война, общество, власть // Политическая история: Россия-СССР-Российская Федерация. В 2-х тт. Т.2. М., 1996;
- Власть и народ в Великой Отечественной войне // Политическая история России. М.,1998;
- В годы Великой Отечественной войны // Политические партии России: история и современность. М., 2000;
- Стихи не отсюда. М.: Готика, 2002.

На иностранных языках:
- Revolūcijas dēli. Rīga, 1970;
- Latviešu strēlnieku vēsture. Rīga,1970 (в соавт.);
- Me oleme internatsionalistid. Tallinn, 1979;
- Die roten lettischen Schützen. Berlin, 1985 (в соавт.);
- Die innenpolitische Lage der Sowjetunion am Vorabend und zu Beginn des Zweiten Weltkrieges // Der Hitler-Stalin-Pakt. Wien, 1990.